# Valgaudemar

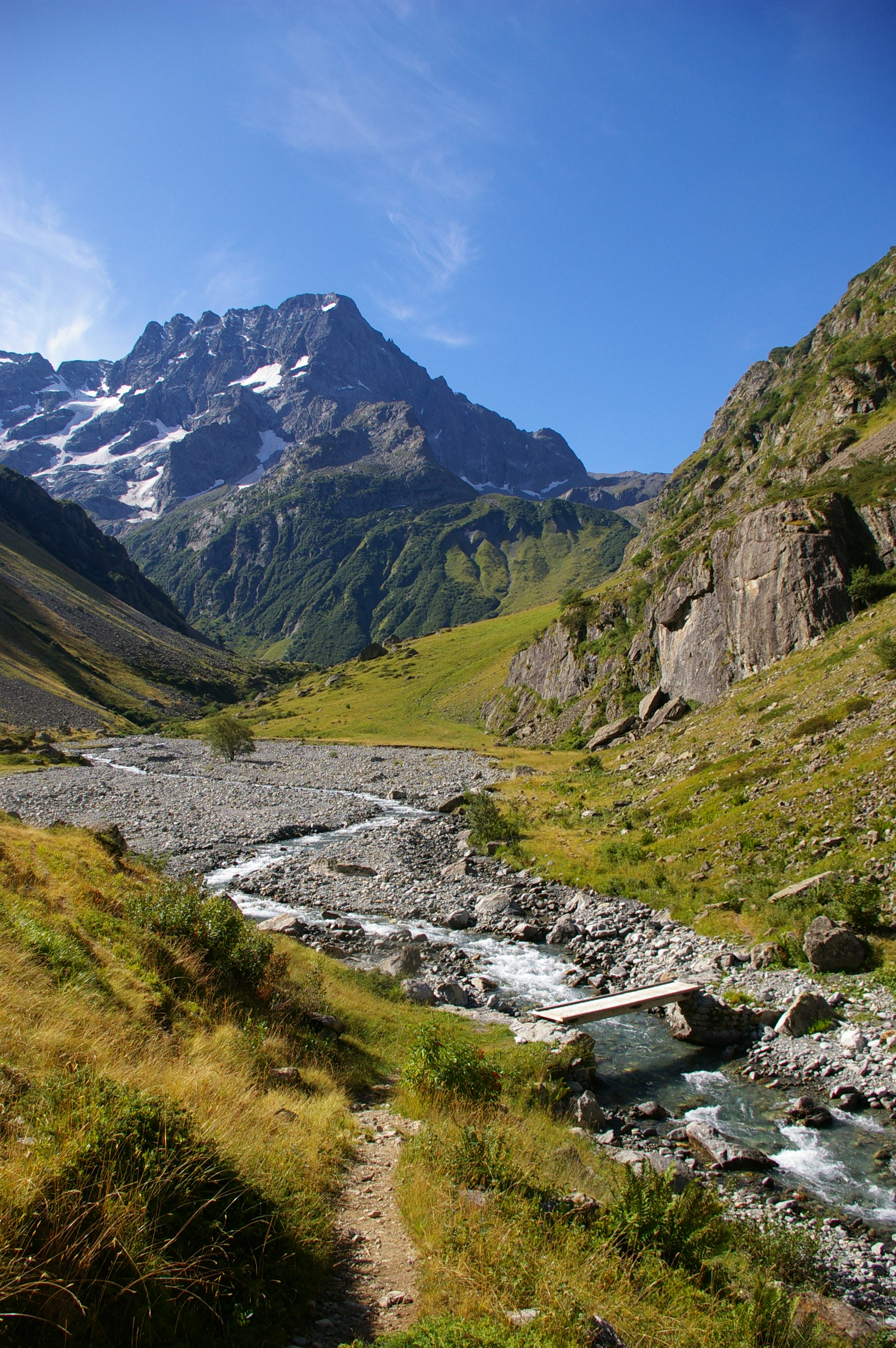
Op de route naar de Refuge de Vallonpierre

De Valgaudemar is een woest valleigebied in het centrale deel van het Pelvouxmassief, waarvan de Barre des Écrins met 4102 meter het hoogste punt vormt. Het gebied wordt omgeven door de toppen van bergen als de Olan (3564 meter) en de Les Bans (3669 meter). Het maakt deel uit van de grote dalen van het massief, naast die van de Vénéon, de Vallouise en de Valjouffrey, en wordt doorstroomd door de Séveraisse, een 33-kilometer lange rivier die ontstaat op de gletsjers.
Aan de ingang naar de vallei liggen de dorpjes Saint-Firmin (rechteroever) en Saint-Jacques-en-Valgodemard (linkeroever), hogerop het dorpje Saint-Maurice-en-Valgodemard en helemaal bovenaan het dorpje La Chapelle-en-Valgaudémar (129 inwoners in 1999), waarvandaan veel tochten vertrekken naar de bergen. De Valgaudemar wordt aan westzijde begrensd door de keteldalen Gioberney en Chabournéou.
Door het gebrek aan bebouwbaar terrein, de steile hellingen en hoge pieken, het kleine aantal dagen zon en het gevaar van sneeuw- en steenlawines is de vallei grotendeels gespaard gebleven van menselijke activiteiten. Het is een trekpleister voor bergbeklimmers en trekkers.
De traditionele landbouw in de vallei wordt in stand gehouden door subsidies van het nationaal park Les Écrins. Net als in het nabijgelegen Champsaur biedt ook deze regio lokale culinaire specialiteiten aan als tourtons, ravioli en ezelsoren.